# Vlag van Mecklenburg-Voor-Pommeren

Vlag van Mecklenburg-Voor-Pommeren

Landesdienstflagge

De vlag van Mecklenburg-Voor-Pommeren bestaat uit vijf banen in de kleuren (van boven naar beneden) 'ultramarijnblauw', wit, geel, wit en cinnaberrood. De Landesdienstflagge, de versie die de overheid van Mecklenburg-Voor-Pommeren gebruikt, is dezelfde vlag, maar dan met als toevoeging de wapens (zonder schild) van Mecklenburg (een stier) en Voor-Pommeren (een griffioen) die de gele baan onderbreken. De vlag is op 29 januari 1991 officieel aangenomen.

## Symboliek
De kleuren van de vlag zijn een combinatie van de Mecklenburgse en de Pommerse vlag (zie onder Geschiedenis): het blauw-geel-rood van Mecklenburg is gemengd met het blauw-wit van Pommeren. Daarmee symboliseren zij de vereniging van beide regio's tot één Duitse deelstaat. Het blauw-wit-rood verwijst ook naar de handelsvlag van het vroegere Mecklenburg-Schwerin, terwijl het wit-rood de Hanzegeschiedenis symboliseert. Daarnaast symboliseren de kleuren de zee en de hemel (blauw), de velden (geel) en bakstenen (rood).
De stier en de griffioen zijn zoals vermeld de symbolen van respectievelijk Mecklenburg en Voor-Pommeren. De griffioen is niet alleen het Voor-Pommerse symbool, maar wordt in de hele landstreek Pommeren gebruikt. De Poolse provincies Pommeren en West-Pommeren hebben dit symbool ook in hun vlaggen opgenomen (zie Vlag van Pommeren en Vlag van West-Pommeren).

## Ontwerp
De vijf banen verhouden zich tot elkaar in een verhouding van 4:3:1:3:4. De hoogte-breedteverhouding van de vlag is 3:5, net als die van de Duitse nationale vlag.
Hoewel de kleuren niet in de wet zijn vastgelegd, houdt men doorgaans de volgende kleuren aan:
| Codering | Blauw      | Wit | Geel      | Rood        |
| -------- | ---------- | --- | --------- | ----------- |
| RGB      | 0-77-255   | Wit | 255-255-0 | 255-0-0     |
| CMYK     | 100-70-0-0 | Wit | 0-0-100-0 | 0-100-100-0 |

## Geschiedenis
Mecklenburg-Voor-Pommeren werd in 1945 gesticht door het samenvoegen van het vooroorlogse Mecklenburg met de delen van Pommeren die niet aan Polen moesten worden overgedragen. In 1952 werd het gebied door de toenmalige Duitse Democratische Republiek in districten opgesplitst, maar sinds de Duitse Hereniging in 1990 is Mecklenburg-Voor-Pommeren weer één deelstaat.

### Mecklenburg
De vlag van Mecklenburg werd op 26 maart 1813 door hertog Frederik Frans I van Mecklenburg-Schwerin ontworpen. Deze vlag is een horizontale driekleur in de kleuren blauw, goudgeel en rood. Mecklenburg zelf bestond toen uit twee staten: Mecklenburg-Schwerin en Mecklenburg-Strelitz. Mecklenburg-Schwerin nam de vlag op 23 december 1863 officieel aan; Mecklenburg-Strelitz volgde op 4 januari 1864. Pas in 1934 zouden beide gebieden samengevoegd worden; in 1935 werd de Mecklenburgse vlag door de Nazi's afgeschaft.
De 'kale' driekleur werd in zowel Mecklenburg-Schwerin als het kleinere Mecklenburg-Strelitz in eerste instantie alleen voor civiel gebruik toegestaan; voor staatsgebruik bestond er in beide staten een aparte vlag. Pas vanaf 1921, toen in beide staten de hertogen plaatsmaakten voor republikeinen, gingen ook de beide overheden over tot het gebruik van de blauw-geel-rode vlag.
Als handelsvlag had Mecklenburg-Schwerin in haar bestaan verschillende ontwerpen; de meeste hiervan waren een blauw-wit-rode driekleur met in het midden of in het kanton een embleem. De kleuren blauw, wit en rood zijn die van de havenstad Rostock.

### Voor-Pommeren
De Pommerse vlag bestaat uit twee even hoge horizontale banen in lichtblauw (boven) en wit. In het midden bevindt zich soms de rode Pommerse griffioen, maar dat is nooit vastgelegd. De blauw-witte vlag is sinds ongeveer 1600 in gebruik.

### Na de Duitse Hereniging
Na de Duitse Hereniging werden Mecklenburg en Voor-Pommeren tot één deelstaat gevormd. Daarbij stond men voor de opdracht om een nieuwe vlag te ontwerpen. Er waren daarbij grofweg twee mogelijkheden: of een Duitse driekleur met daarop het deelstaatswapen (zoals de vlag van Rijnland-Palts) of een mix van de oude Mecklenburgse en Pommerse vlag. Het is uiteindelijk dat laatste geworden, waardoor de huidige vlag werd aangenomen.
De vlaggen van Mecklenburg en Voor-Pommeren worden nog steeds gehesen bij officiële gelegenheden.